# Janusz Uchmański
Janusz Zbigniew Uchmański (ur. 1951) – polski profesor nauk biologicznych, specjalista w zakresie ekologii, modelowania matematycznego i procesów ekologicznych.

## Życiorys
W 1976 ukończył studia na Uniwersytecie Warszawskim. W 1978 na podstawie pracy „Statystyczna ocena wykrywalności ognisk nowotworowych” obronił doktorat w Instytucie Ekologii PAN, a następnie w 1986 uzyskał habilitację. W 1999 uzyskał tytuł naukowy profesora. Był profesorem zwyczajnym w Centrum Badań Ekologicznych Polskiej Akademii Nauk w Dziekanowie Leśnym, którym również kierował. Jest także profesorem zwyczajnym w Instytucie Ekologii i Bioetyki Wydziału Filozofii Chrześcijańskiej Uniwersytetu Kardynała Stefana Wyszyńskiego w Warszawie.
Opublikował m.in. książki:
- Klasyczna ekologia matematyczna, Warszawa: Wydawnictwo Naukowe PWN, 1992.
- Theoretical and applied aspects of modern ecology, Warszawa: Wydawnictwo Uniwersytetu Kardynała Stefana Wyszyńskiego, 2008.